# Іні-Тешуб I
Іні-Тешуб I (Іні-Тешшуб, Іні-Тессуп) (*д/н — бл. 1220 до н. е.) — цар міста-держави Каркемиш у 1270—1220 роках до н. е.

## Життєпис
Походив з Хетської династії. Син царя Шахурунуви. Посів трон близько 1270 року до н. е. На початку брав участь у військових кампаніях великого царя хетів Хаттусілі III проти ассирійського царя Шульману-ашареда I.
Після остаточного замирення з Єгиптом близько 1257 року до н. е. зосередив увагу на залагодженню конфліктів між васальними державами хетів у Сирії та Фінікії. Так, втрутився у родинне протистояння між Шаушгамувою, царем Амурру, і Аммістамру III, царем Угариту, змусивши останньому повернути його дружину Біт-Рабіті. В той же час або дещо раніше виступив арбітром у конфлікті угаритського царя з місто Шіяну.
У 1240-х роках до н. е. брав участь у походах проти невеличких держав верхнього Євфрату та в битвах з ассирійським царем Тукульті-Нінурти I, який, імовірно, завдав Іні-Тешубу I жорсткої поразки біля Терки. Втім згодом кордоном стала річка Євфрат.
Помер близько 1220 року до н. е. Йому спадкував син Тальма-Тешуб.